# Chartergus artifex
Chartergus artifex är en getingart som beskrevs av Christ 1791. Chartergus artifex ingår i släktet Chartergus och familjen getingar. Inga underarter finns listade i Catalogue of Life.